# 3376 Армандхаммер
3376 Армандхаммер (1982 UJ8, 1952 HP3, 1975 XF1, 1978 PJ4, 1978 SZ1, 1982 TN, 3376 Armandhammer) — астероїд головного поясу, відкритий 21 жовтня 1982 року.
Тіссеранів параметр щодо Юпітера — 3,547.